# Zelotes murphyorum
Zelotes murphyorum este o specie de păianjeni din genul Zelotes, familia Gnaphosidae, descrisă de Fitzpatrick în anul 2007.
Este endemică în Kenya. Conform Catalogue of Life specia Zelotes murphyorum nu are subspecii cunoscute.